# 13 de març
El 13 de març és el setanta-dosè dia de l'any del calendari gregorià i el setanta-tresè en els anys de traspàs. Queden 293 dies per a finalitzar l'any.

## Esdeveniments
Països Catalans
- 1915, Barcelonaː es publica el primer número de Vell i nou, revista dedicada a l'art.[1]
- 1924, Camp de Les Corts, Barcelona: La selecció catalana de futbol juga contra la selecció espanyola, guanyant la segona per 0 a 7.[2]
- 1961, Perpinyà, Rosselló: s'hi publica el primer número de la revista "Sant Joan i Barres".
- 1963, Barcelona: atorguen la Lletra d'Or al llibre "Nosaltres els Valencians" de Joan Fuster.
- 1997, Algemesí, Ribera Alta: la Nova Muixeranga d'Algemesí realitza el seu primer assaig, incorporant així la dona en el ball.
- 2008, Madrid, Espanya: L'Audiència Nacional d'Espanya anul·la el judici a Jaume Roura i Enric Stern del novembre, en què van ser condemnats a una multa de 2.730 euros per haver cremat fotos dels Borbons, perquè el jutge, José María Vázquez Honrubia, els va impedir de declarar en català.

Resta del món
- 1781, Bath, Anglaterra: Herschel descobreix el planeta Urà.
- 1811 - Vis (Split-Dalmàcia, Croàcia): la flota britànica obté una victòria decisiva contra la napoleònica en la batalla de Lissa de 1811 a la Campanya de l'Adriàtic de les Guerres Napoleòniques.
- 1921, Mongòlia aconsegueix la independència de la Xina.
- 1925, Estats Units: Una llei de l'estat de Tennessee prohibeix l'ensenyament de la teoria de l'evolució de Darwin per contradir el dogma judeocristià de la creació.
- 1937, EUA: es crea l'American Documentation Institute, actual Association for Information Science and Technology.
- 1938, Àustria: El Tercer Reich s'annexiona Àustria fet denominat com Anschluss .
- 1940: Finalitza la Guerra d'Hivern entre russos i finlandesos.
- 1943: Comença l'evacuació del gueto de Cracòvia.
- 1957, L'Havana, Cuba: Atac frustrat al palau presidencial per part dels revolucionaris, amb l'objectiu d'assassinar al president Fulgencio Batista.[3]
- 1989, Canadà: Una tempesta solar assola el Quebec. Com a conseqüència, sis milions de persones es van veure afectades per una apagada general que va durar 90 segons. La xarxa elèctrica de Mont-real va estar paralitzada durant més de nou hores. Els danys que va provocar l'apagada, junt amb les pèrdues originades per la manca d'energia, es calcula que van arribar als centenars de milions de dòlars.
- 2004,
  - Espanya: rebombori en la jornada de reflexió de les eleccions de l'endemà pels fets de l'11-M.
  - Pamplona: el botiguer de 61 anys Angel Berrueta és assassinat per un policia i el seu fill.[4]
- 2013, Vaticà: El cardenal Jorge Mario Bergoglio és escollit 266è Papa de Roma amb el nom de Francesc .

## Naixements
Països Catalans
- 1768 - Barcelona: Carles Baguer, compositor i organista de la catedral de Barcelona (m. 1808).
- 1910 - Alboraig, Foia de Bunyol: José María Cervera Lloret, compositor, director d'orquestra i pedagog de la música valencià (m. 2002).
- 1912 - Tàrrega: Palmira Puig i Ximénez, fotògrafa catalana (m. 1979).[5]
- 1918 - Daia Nova, Baix Segura: José Rico Pérez, empresari i president de l'Hèrcules CF d'Alacant des de 1971 a 1984 (m. 2010).
- 1942 - Vilanova i la Geltrú: Leonora Milà i Romeu, pianista i compositora catalana.[6]
- 1951 - Barcelona: Teresa Costa-Gramunt, escriptora i dissenyadora especialitzada en ex-libris.[7]
- 1957 - Mallorca: Margalida Font Aguiló, mestra i política, ha estat senadora per Eivissa i diputada al Parlament de les Illes Balears.
- 1965 - Alcoi: Vicenta Jiménez García, llicenciada en filologia, professora i política valenciana, ha estat senadora per Alacant.
- 1971 - Esplugues de Llobregat: Carme Chacón, política catalana del PSC, ministra a diversos governs d'Espanya. (m. 2017).[8]
- 1975 - Barcelona: Anna Sahun, actriu.[9]
- 1983 - Barcelona: Àxel Torres Xirau, periodista esportiu català.
- 1990 - Tarragona: Andrea Jardí Cuadrado, jove esquiadora catalana que ha destacat en categories inferiors.[10]
- 1994 - Sant Martí Vell: Clàudia Vilà Barnés, gimnasta artística catalana.[11]
- 1995 - Mallorca: Maitane López Millán, jugadora de futbol de primera divisió.[12]

Resta del món
- 1790 - Llenguadoc: Elisa de Lamartine, pintora, escultora, il·lustradora francesa (m. 1863).[13]
- 1800 - Istambul (Imperi Otomà): Koca Mustafa Reşit Paixà home d'estat i gran visir otomà (m. 1858).[14]
- 1814 - Bèrgam: Clara Maffei, salonnière i mecenes italiana (m. 1886).[15]
- 1832 - Marsella: Olympe Audouard, periodista francesa, fundadora de cinc revistes.[16]
- 1860 - (Windischgraz (avui Slovenj Gradec) (Eslovènia): Hugo Wolf, compositor austríacd'origen eslovè, que va destacar per les seues cançons (Lieder) (m. 1903).[17]
- 1864 - Sørheim (Noruega): J. C. M. Hanson, bibliotecari, sistematitzador de la Classificació de la Biblioteca del Congrés (m. 1943).
- 1869 - La Corunya: Ramón Menéndez Pidal, filòleg, historiador, folklorista i medievalista espanyol, creador de l'escola filològica espanyola, membre erudit de la Generació del 98.
- 1892 - Indianapolis (EUA): Janet Flanner, periodista nord-americana, corresponsal de The New Yorker a París de 1925 fins a 1975 (m. 1978).[18]
- 1898 - Sacramento, Califòrnia (Estats Units): Henry Hathaway, productor i director de cinema estatunidenc (m. 1985).[19]
- 1899: John Hasbrouck van Vleck, físic estatunidenc, Premi Nobel de Física de l'any 1977 (m. 1980)[20]
- 1900: Giorgos Seferis, poeta grec, Premi Nobel de literatura el 1963 (m. 1971)[21]
- 1919: Sant Petersburg: Irina Barónova, ballarina i actriu britànica d'origen rus (m. 2008).[22]
- 1937 - Sydney, Austràlia: Janice Monk, geògrafa americana, figura cabdal en el desenvolupament de la geografia del gènere als Estats Units d'Amèrica.
- 1952 - Karlsruhe, Alemanya: Wolfgang Rihm, compositor alemany.[17]
- 1969 - Hèlsiki: Susanna Mälkki, directora d’orquestra i violoncel·lista finlandesa.[23]
- 1980 - Las Palmas de Gran Canària: Kira Miró, actriu i presentadora espanyola.[24]
- 1989 - Austin, Texas, Estats Units d'Amèrica: Lizzie Velásquez, nord-americana que té una malaltia extremadament rara que l'ha portat a convertir-se en escriptora i oradora.[25]
- 1911: L. Ron Hubbard, escriptor estatunidenc i fundador de la Cienciologia.(m. 1986)[26]

## Necrològiques
Països Catalans
- 1943 - Crimea, Unió Soviètica: Miquel Boixó, militant comunista que va lluitar a la Guerra Civil espanyola i la Segona Guerra Mundial.
- 1969 - Suzzara, Llombardia: Mercè Capsir i Vidal, soprano catalana (n. 1897).[27]
- 1981 - Madrid: Jaume Agelet i Garriga, diplomàtic de l'estat espanyol i poeta.
- 2005 - Barcelona: Montserrat Martí i Bas, bibliotecària i escriptora catalana (n. 1916).[28]
- 2006 - Barcelona: Maria Dolors Coll i Vendrell, carillonista i pianista catalana, pionera del carilló a Catalunya i principal impulsora de la instal·lació del Carilló del Palau de la Generalitat el 1976 (n. 1923).[29]
- 2012 - Granada, Espanya: Teresa Pàmies i Bertran, escriptora catalana (n. 1919).[30]
- 2016 - Barcelona: Maria Font i Bernaus, mecenes i promotora cultural catalana (n. 1919).[31]
- 2020: Elisenda Ribas i Sallent, actriu catalana de teatre, cinema, televisió i doblatge (n. 1936).[32]

Resta del món
- 1516 - Budapest, Hongria: Vladislau Jagelló, rei de Bohèmia (1471 - 1516) i d'Hongria (1490 - 1516) (n. 1456).
- 1824 - Londres: Sophia Lee, novel·lista, dramaturga i educadora anglesa (n. 1750).[33]
- 1881- Sant Petersburg (Rússia): Tsar Alexandre II de Rússia (n. 1818)[14]
- 1895 - Leipzig: Louise Otto-Peters, escriptora alemanya, una de les fundadores del feminisme alemany (m. 1895).[34]
- 1900 - Nova York: Catherine Wolfe Bruce, destacada filantropa estatunidenca i mecenes de l'astronomia (n. 1816).[35]
- 1901 - Indianapolis, Indiana (EUA): Benjamin Harrison, 23è president dels Estats Units (n. 1833).[36]
- 1906 - Rochester, Nova York: Susan Brownell Anthony, líder del moviment estatunidenc dels drets civils (n. 1820).[37]
- 1914 - Madrid: María Tubau, actriu espanyola (n. 1854).[38]
- 1918 - Sant Petersburg (Rússia): César Cui, compositor i enginyer militar rus (n. 1835).[17]
- 1924 - Boston: Josephine St. Pierre Ruffin, editora, periodista i sufragista americana que lluità pels drets civils (n. 1842).[39]
- 1938 - Moscou, Rússia: Nikolai Bukharin, líder revolucionari soviètic assassinat per l'estalinisme (n. 1888).[40]
- 1943 - Nova York (EUA): Stephen Vincent Benét, escriptor, poeta i novel·lista nord-americà, descendent de menorquins (n. 1898).[41]
- 1959 - Hollywood, Califòrnia, Estats Units: Adrian, modista i sastre estatunidenc.
- 1975 - Belgrad, Iugoslàvia: Ivo Andrić, escriptor bosnià, Premi Nobel de Literatura 1961 (n. 1892).[42]
- 1985 - Los Angeles, Califòrnia: Mabel Alvarez, pintora estatunidenca, en l'escola de l'impressionisme i modernisme californià (n. 1891).[43]
- 1996 - Varsòvia, Polònia: Krzysztof Kieślowski, director de cinema polonès (n. 1941).[44]
- 2005 - París, França: Yoshihisa Taïra, compositor japonès (n. 1937).[17]
- 2006 - Lenox, Massachusetts: Maureen Stapleton, actriu, directora i compositora de músiques de pel·lícules (n. 1925).[45]
- 2011 - Bülach: Grete Kellenberger-Gujer, biòloga molecular suïssa (n. 1919).[46]
- 2012 - Cochabamba, Bolívia: Domitila Chúngara, líder obrera i feminista boliviana (n. 1937).[47]
- 2013 - Frankfurt del Main, Alemanya: Rosemarie Fendel, actriu alemanya (n. 1927).[48]
- 2015 - Varsòvia, Polònia, Zofia Kielan-Jaworowska, paleobiòloga polonesa (n. 1925).[49]
- 2019 - Berlín: Andrea Pollack, nedadora alemanya guanyadora de sis medalles olímpiques (n. 1961).[50]

## Festes i commemoracions
- Santoral:
  - sants Roderic i Salomó de Còrdova, màrtirs (854);
  - sant Nicèfor I de Constantinoble, bisbe;
  - sants Ramir de Lleó i companys màrtirs, monjos (s. VI);
  - santa Cristina de Pèrsia, màrtir;
  - sants Eufrasi d'Iliturgi i Hesiqui de Carcere, bisbes llegendaris;